# Amblyeleotris ellipse
Amblyeleotris ellipse là một loài cá biển thuộc chi Amblyeleotris trong họ Cá bống trắng. Loài cá này được mô tả lần đầu tiên vào năm 2004.

## Từ nguyên
Từ định danh ellipse trong tiếng Anh có nghĩa là “hình elip”, hàm ý đề cập đến đốm lớn hình elip trên vây đuôi của loài cá này.

## Phân bố
A. ellipse hiện chỉ được biết đến ở Samoa thuộc Mỹ, được tìm thấy trên nền cát độ sâu khoảng 23–32 m.

## Mô tả
Chiều dài cơ thể lớn nhất được ghi nhận ở A. ellipse là 4,4 cm. Loài này có màu trắng xám, hơi vàng ở lưng, dày đặc các chấm xanh lam nhạt. Thân có 3 sọc khoanh đỏ sẫm; sọc thứ tư từ gáy xiên xuống nắp mang và họng, có viền vàng chứa các đốm xanh nhỏ. Một vạch nâu nhạt ở cuống đuôi, hòa vào màu đỏ nâu của gốc vây đuôi. Vây lưng sau và vây hậu môn có một dải màu sẫm dày, dọc theo chiều dài vây. Vây lưng sau có gốc màu vàng, lốm đốm xanh. Vây hậu môn màu trắng ở gốc có viền vàng chứa các vệt xanh. Vây đuôi có một đốm hình elip lớn nằm trong vùng màu cam nâu đến đỏ cam.
Số gai vây lưng: 7; Số tia vây lưng: 13; Số gai vây hậu môn: 1; Số tia vây hậu môn: 13; Số gai vây bụng: 1; Số tia vây bụng: 5; Số tia vây ngực: 19–20.

## Sinh thái
A. ellipse sống cộng sinh với tôm gõ mõ Alpheus.